# Xylosteus bartoni
Xylosteus bartoni là một loài bọ cánh cứng thuộc phân họ Lepturinae, trong họ Cerambycidae. Loài này phân bố ở Bulgaria, và Macedonia.